# Jo Eom
Jo Eom (tiếng Hàn: 조엄; Hanja: 趙曮; 1719–1777) là một quan đại thần vào thời kỳ cuối triều đại Joseon của Hàn Quốc.
Ông cũng là một nhà ngoại giao và sứ thần, đại diện cho Triều Tiên đến Nhật Bản thời Mạc phủ Tokugawa. Ông được ghi nhận là người đã truyền bá việc trồng khoai tây như một loại lương thực chủ yếu ở Hàn Quốc vào giữa thế kỷ 18.